# Inkommensurabilitet
|  | Denne artikel behøver tilrettelse af sprogstilen. Sproget i denne artikel er af uencyklopædisk karakter. Da Wikipedia er en åben encyklopædi, der skal kunne læses af alle, er det vigtigt at holde et naturligt og neutralt dansk (uden f.eks. indforståede fagudtryk og superlativer). Du kan hjælpe ved at forbedre teksten. |

Inkommensurabilitet er det, der ikke kan sammenlignes med samme mål. Oprindeligt (i matematik og geometri) størrelser der ikke kan deles et helt antal gange ved brug af samme enhed.
Den første figur, hvor det blev erkendt, kan have været kvadratet, hvor forholdet mellem diagonalen og siden er konstant: 1,4142....(kvadratroden af 2 (√2)). Skønt det må have været kendt tidligere, rystede det grækerne, da det gik op for dem. Det omstyrtede deres filosofi om, at alt i universet kunne udtrykkes i forhold mellem hele tal (de rationale tal), og de forsøgte endda (håbløst) at holde det skjult. Denne nye inkommensurabilitet (i dag de irrationale tal) og den iboende uendelighed (uendelige decimal) betød, at verden ikke kunne deles i sine mindste dele, som de havde tænkt (gr. Atomos, udelelig).
I dag "splitter" vi jo Atomerne ad i deres mindste dele på CERN anlægget (se bl.a. symmetri-brud om de mindste dele).
Andre interessante konstanter:
- Det gyldne snit; fi (φ ) 1,6180...
- Forholdet mellem omkreds og diameter i en cirkel; pi ( π) 3,1428....

## Videnskabsteoretisk
Videnskabsteoretisk set knyttes inkommensurabilitet til uoversættelighed imellem to forskellige systemers begrebsbrug i tilgangen til samme emne, objekt(er) eller objektfelt i Thomas Kuhns version. Det betyder i sidste ende, at disse systemer bliver uforenelige.